# Julimes (kommun)
Julimes är en kommun i Mexiko.   Den ligger i delstaten Chihuahua, i den nordvästra delen av landet, 1 200 km nordväst om huvudstaden Mexico City. Antalet invånare är 4 953. Arean är 2 767 kvadratkilometer.
Terrängen i Julimes är kuperad.
Följande samhällen finns i Julimes:
- Julimes
- La Regina
- Colonia Esperanza